# Carboferrifoxita
La carboferrifoxita és un mineral de la classe dels minerals orgànics.

## Característiques
La carboferrifoxita és un compost orgànic de fórmula química [(NH₄)K(H₂CO₃)][Fe³⁺(HPO₄)(H₂PO₄)(C₂O₄)]. Va ser aprovada com a espècie vàlida per l'Associació Mineralògica Internacional en el mes de gener de l'any 2024, i va ser publicada a la revista internacional Mineralogical Magazine per Anthony R. Kampf et al. en el mes de novembre de 2024 amb el títol «Ferriphoxite and carboferriphoxite: two new oxalato–phosphate minerals from the Rowley mine, Arizona, USA». Cristal·litza en el sistema triclínic.
Les mostres que van servir per a determinar l'espècie, el que es coneix com a material tipus, es troben conservades a les col·leccions mineralògiques del Museu d'Història Natural del Comtat de Los Angeles, a Los Angeles (Califòrnia) amb el número de catàleg: 76304 i 76303.

## Formació i jaciments
Va ser descoberta a la mina Rowley, dins el districte miner de Painted Rock, al comtat de Maricopa (Arizona, Estats Units). Aquesta mina estatunidenca és l'únic indret de tot el planeta on ha estat descrita aquesta espècie mineral.